# Abba (hederstitel)
Abba, arameiska för "(min) fader", var en hederstitel och förtroligt tilltal, till exempel till en eremit eller munk som verkade som andlig ledare. 
Jesus kallar till exempel Gud för Abba i Markusevangeliet 14:36:
"Han sade: Abba! Fader! För dig är allting möjligt. Ta denna bägare från mig. Men inte som jag vill, utan som du vill."